# Chandril Sood
Chandril Sood (nacido el 20 de febrero de 1991) es un tenista profesional de la India, nacido en la ciudad de Ludhiāna. hermano del también tenista Lakshit Sood

## Carrera
Su mejor ranking individual es el Nº 908 alcanzado el 21 de diciembre de 2015, mientras que en dobles logró la posición 433 el 1 de febrero de 2016.
No ha logrado hasta el momento títulos de la categoría ATP ni de la ATP Challenger Tour.